# Kwan Im Thong Hood Chotempel
Kwan Im Thong Hood Chotempel is een Chinees-boeddhistische tempel aan de Waterloo Road numero 178 in Singapore. De tempel is gewijd aan Sakyamuni Boeddha en de bodhisattva Guanyin. In de tempel kan men aan qiuqian doen.

## Geschiedenis
De tempel is in 1884 gesticht door Nanshanshangren (南山上人). In 1893 werd de tempel gerenoveerd. 
De oorspronkelijke tempel had drie altaren. Het hoofdaltaar in het midden was van Guanyin. De zijaltaren waren van Bodhidharma en Hua Tuo. Een afbeelding van Sakyamuni was in een aparte kamer te vinden.
In 1982 werd de tempel herbouwd om het groter geworden aantal gelovigen te kunnen ontvangen. Alle goden en heiligen staan op één altaar. Het beeld van Sakyamuni Boeddha staat op een verhoogde altaarstuk in het midden. Guanyin staat naast hem. Kaarsen en wierookstokjes worden niet binnen de tempel gebrand, maar buiten in een wierookpot bij de tempelingang, dit voorkomt rookbeschadiging aan het plafond.